# جیمز گودارد
جیمز گودارد (به انگلیسی: James Goddard) (زادهٔ ۳۰ مارس ۱۹۸۳) شناگر اهل بریتانیا است.